# Metodievo
Metodievo (bulgariska: Методиево) är ett distrikt i Bulgarien.   Det ligger i kommunen Obsjtina Dobritj-Selska och regionen Dobritj, i den östra delen av landet, 280 km öster om huvudstaden Sofia.
Trakten runt Metodievo består till största delen av jordbruksmark. Runt Metodievo är det ganska glesbefolkat, med 22 invånare per kvadratkilometer.